# リカルド・ジャコーニ
リカルド・ジャコーニ（Riccardo Giacconi、1931年10月6日 - 2018年12月9日）は、アメリカ合衆国で活躍した宇宙物理学者である。X線天文学のパイオニアの一人である。2002年、X線天体の発見の功績によりノーベル物理学賞を受賞した。

## 経歴
イタリアのジェノヴァに生まれたが、幼い頃にミラノに移った。ミラノ大学で学び、ミラノ大学、インディアナ大学、プリンストン大学を経て、1973年からハーバード大学教授、1982年からジョンズ・ホプキンス大学教授を務めた。1959年にブルーノ・ロッシが顧問を務め、国防省やNASAからの仕事を委託するAS&E社（American Science & engineering, Inc）に務めた。1962年6月18日にロケットを使った観測で初めて太陽系外のX線天体の発見に成功した。1970年代からX線観測衛星の運用に貢献し、いくつかの宇宙X線天文台（NASA）の主任研究員を務めた。
天文学分野におけるX線の利用の課題は、X線の屈折率が小さいため、可視光や赤外線と同様の望遠鏡を作るのが困難な点にあった。ジャコーニらは放物線鏡でX線を全反射させることでX線を集光させ、X線源の同定が可能なX線望遠鏡を開発した。これによってX線天文学の発展に大きく貢献した。
2018年12月9日、生涯を終えた。87歳没。

## 受賞歴
- 1966年 - ヘレン・B・ワーナー賞
- 1975年 - リヒトマイヤー記念賞
- 1980年 - エリオット・クレッソン・メダル
- 1981年 - ブルース・メダル[5]
- 1981年 - 米国天文学会 ヘンリー・ノリス・ラッセル講師職
- 1981年 - ハイネマン賞天体物理学部門
- 1982年 - 王立天文学会ゴールドメダル
- 1986年 - ウルフ賞物理学部門
- 2000年 - マルセル・グロスマン賞
- 2002年 - ノーベル物理学賞
- 2003年 - アメリカ国家科学賞

## エポニム
- 小惑星(3371) Giacconi [6]

## 参考資料
- Riccardo Giacconi - Facts